# Assemblée nationale (métro de Séoul)
Pour les articles homonymes, voir Assemblée nationale.
Assemblée nationale (en coréen : 국회의사당역 et officiellement en anglais : National Assembly) est une station, de passage, de la ligne 9 du métro de Séoul. Elle est située, 17-1 Yeouido-dong, dans l'arrondissement de Yangcheon-gu, à Séoul en Corée du Sud.
Ouverte en 2009, elle est desservie par les rames omnibus qui circulent sur la ligne 9.

## Situation sur le réseau

Plan du réseau (2023)

## Histoire
La station de passage Assemblée nationale, de la ligne 9, est mise en service le 24 juillet 2009 lors de l'ouverture à l'exploitation de la première section de la ligne 9, de Gaehwa à Sinnonhyeon.